# Langermannia
Langermannia is een geslacht van schimmels behorend tot de familie Lycoperdaceae. De typesoort is Langermannia gigantea, maar later overgezet naar het geslacht Calvatia als Calvatia gigantea.

## Soorten
Volgens Index Fungorum telt het geslacht vijf soorten (peildatum februari 2023):
| Soortnaam                 | Auteur(s)                            | Publicatiejaar |
| ------------------------- | ------------------------------------ | -------------- |
| Langermannia complutensis | (G. Moreno, Kreisel & Altés) Calonge | 1998           |
| Langermannia fenzlii      | (Reichardt) Kreisel                  | 1962           |
| Langermannia maxima       | (Schaeff.) Pázmány                   | 1996           |
| Langermannia pachyderma   | (Peck) Kreisel                       | 1962           |
| Langermannia wahlbergii   | (Fr.) Dring                          | 1964           |